# Agustín Romero
Agustín Matías Romero Leiva (Santiago, 3 de enero de 1975) es un abogado y político chileno, militante del Partido Republicano. Desde marzo de 2022 se desempeña como diputado de la República en representación del distrito n° 8 de la Región Metropolitana de Santiago, por el periodo legislativo 2022-2026.

## Familia y estudios
Es hijo de Agustín Romero Pizarro y de Adelita Leiva Silva.
Realizó sus estudios secundarios en el Liceo Alemán de Santiago, y luego cursó los superiores en la carrera de derecho en la Universidad Gabriela Mistral, titulándose de abogado en 2000.
En 2003 efectuó un posgrado en derecho del medio ambiente y mercado en la Universidad de Castilla-La Mancha, España. Al año siguiente, en 2004, realizó un curso de administración de recursos humanos, en la Universidad de Chile. Posteriormente, en 2007 cursó un diplomado en Reforma Procesal Penal (RPP) y en 2009, un diplomado en derecho del trabajo, ambos en la Universidad Alberto Hurtado.
Está casado con Isabel Margarita Espejo Levín, con quien es padre de dos hijas.

## Trayectoria profesional
En el ámbito laboral se desempeñó como abogado de la empresa Consorcio Frebag S.A. Entre agosto de 2003 y marzo de 2005, se desempeñó como abogado de la Isapre Consalud S.A; mismo cargo que ejerció en Megasalud S.A, hasta 2011. Asimismo, entre octubre de 2011 y febrero de 2013 ejerció como fiscal de la Clínica Bicentenario, mismo rol que desempeñaría posteriormente, entre marzo de 2013 y diciembre de 2015 en Megasalud S.A. Más adelante, entre enero y noviembre de 2016 fue gerente general en Empresas Red Salud S.A.
Por último, desde 2016 hasta 2021 trabajó como director jurídico en la Municipalidad de Santiago, durante la administración del alcalde Felipe Alessandri (RN).

## Carrera política
Para las elecciones parlamentarias de 2021, se presentó como candidato a diputado en representación del Partido Republicano, dentro del pacto Frente Social Cristiano (FSC), por el distrito n° 8, que comprende las comunas de Lampa, Maipú, Cerrillos, Quilicura, Tiltil, Colina, Estación Central y Pudahuel, de la región Metropolitana de Santiago, por el periodo legislativo 202-2026. Resultó electo al 17.173 votos, equivalentes a un 3,65 % del total de sufragios válidamente emitidos. Asumió el cargo el 11 de marzo de 2022, pasando a integrar las comisiones permanentes de Hacienda y de Salud.

## Controversias
En noviembre de 2021 la Fiscalía Centro Norte informó que estaba investigando por el cobro de $147 millones en horas extras durante su gestión como director jurídico de Santiago, encontrándose imputado por el delito de fraude al fisco. El caso surgió tras una querella presentada por la administración de la alcaldesa comunista Irací Hassler en contra de funcionarios de confianza del exalcalde Felipe Alessandri, entre ellos Romero. Este rechazó las acusación y apuntó a una «infamia del Partido Comunista».
Luego de que la Contraloría determinará que dichos pagos estaban injustificados, en agosto de 2023 se enviaron cartas a los involucrados, entre ellos Romero, para realizar la devolución del dinero, no siendo devuelto, por lo que se demandó civilmente a Romero y 2 funcionarios para exigir el pago de lo adeudado. El diputado rechazó las acusaciones, señalando amedrentamiento.

## Historial electoral

### Elecciones parlamentarias de 2021
- Elecciones parlamentarias de 2021, candidato a diputado por el distrito 8 (Cerrillos, Colina, Estación Central, Lampa, Maipú, Til Til, Pudahuel y Quilicura)[7]